# Malena es un nombre de tango (película)
Malena es un nombre de tango es una película dirigida por Gerardo Herrero en 1996, basada en la novela homónima de Almudena Grandes, publicada en 1994.

## Argumento
Malena recibe a los doce años, de manos de su abuelo, una esmeralda antigua, el último tesoro que conserva la familia y que, a la larga, le salvará la vida. Hasta entonces, Malena se dedica a desenmarañar la historia de su familia y su propia historia, intentando hacer sombra a una antigua maldición familiar.

## Comentarios
Malena es un nombre de tango fue la tercera novela de la escritora madrileña Almudena Grandes. Publicada por Tusquets Editores en el año 1994, constituyó todo un fenómeno editorial, con gran aceptación entre el público y la crítica. Gerardo Herrero la adaptó en 1996, en una película protagonizada por Ariadna Gil, en el papel de Malena, Marta Belaustegui, Isabel Otero y Luis Fernando Alvés. Según datos del Ministerio de Cultura, la película tuvo 344.192 espectadores y recaudó un total de 1.145.346,37 euros.
Fue rodada en Mula (Murcia), España.

### La esmeralda de la película
La esmeralda de la película fue realizada por los alumnos de la escuela de joyería de Madrid, CEIG, Centro de Estudios e Investigaciones Gemológicas, bajo la dirección de Javier Notario, profesor Director de la escuela de Joyería en aquellos años. Javier Notario realizó el diseño a partir de los ejemplares del Tesoro de Moscú. Esta escuela se ubicaba entonces en el Palacio de Anglona de Madrid, justo en el lugar en el que hoy se encuentra el Restaurante Palacio de Anglona. La joya fue realizada a mano y hubo que buscar una piedra de imitación del tamaño requerido por todo Madrid que costó 5.000 pesetas de la época. Al grabar la pieza, un cámara la rompió, por lo que hubo que hacerla de nuevo.  En los créditos finales de la película aparece el nombre de la escuela creadora de la pieza.